# 圣维维安德梅多克
圣维维安德梅多克（法語：Saint-Vivien-de-Médoc，法語發音：[sɛ̃ vivjɛ̃ də medɔk]）是法国吉伦特省的一个市镇，位于该省西北部，梅多克半岛北端，属于莱斯帕尔梅多克区。

## 地理
圣维维安德梅多克（45°25'49"N, 1°2'8"W）面积29.4 平方千米，位于法国新阿基坦大区吉倫特省，该省份为法国西南部沿海省份，是法國本土面积最大的省，北起滨海夏朗德省，西临大西洋，南至朗德省，东南接洛特-加龍省，东临多爾多涅省。
与圣维维安德梅多克接壤的市镇（或旧市镇、城区）包括：塔莱、若-迪尼亚克和卢瓦拉克、格拉扬和洛皮塔勒、旺萨克、阿尔斯、巴尔藏、吉伦特河畔塔尔蒙。

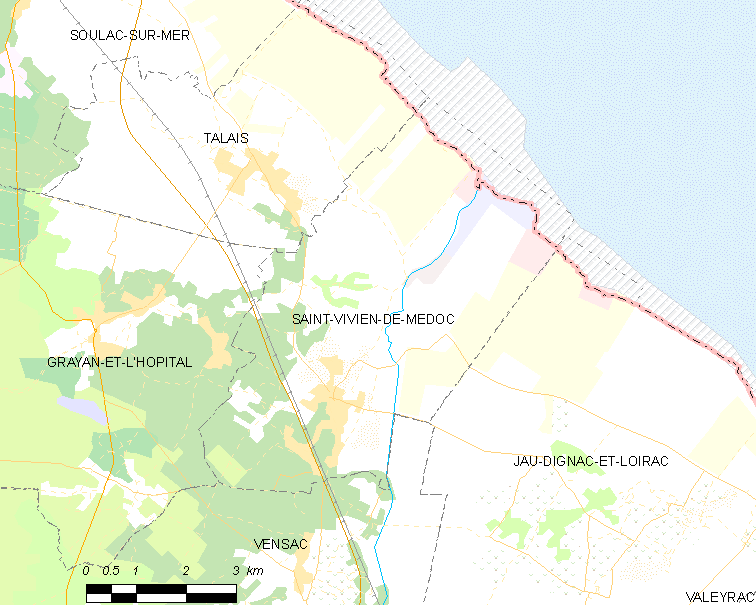
圣维维安德梅多克的OSM定位图

圣维维安德梅多克的时区为UTC+01:00、UTC+02:00（夏令时）。

## 行政
圣维维安德梅多克的邮政编码为33590，INSEE市镇编码为33490。

## 政治
圣维维安德梅多克所属的省级选区为北梅多克县。

## 人口

1962-2008年间圣维维安德梅多克人口变化图示

圣维维安德梅多克于2022年1月1日时的人口数量为1822人。